# Mattawoman
Els mattawoman (també coneguts com a pamacocack) eren un grup d'amerindis dels Estats Units que vivien al llarg del Marge Occidental de Maryland a la badia de Chesapeake en el temps de la colonització anglesa. Vivien al llarg de Mattawoman Creek a l'actual comtat de Charles (Maryland). També foren registrats a començaments del segle xvii per l'explorador John Smith a Quantico Creek al comtat de Prince William (Virgínia). Ell els anomenà Pamacocack.
Una tribu de llengua algonquina de la costa, els mattawomen van sobreviure en l'àrea de la badia de Chesapeake fins a 1735. Es trobaven sota la llunyana dominació del cacicat dels piscataway, també una tribu de llengua algonquina.